# オーギュスト・アナスタジ
オーギュスト・アナスタジ（Auguste Paul Charles Anastasi、1820年11月15日 - 1889年3月15日,）は、フランスの風景画家、版画家である。

## 略歴
パリで生まれた。1839年になってパリ国立高等美術学校で学び、ポール・ドラローシュとジャン＝バティスト・カミーユ・コローの弟子になった.。フォンテーヌブローの森の風景やノルマンディーの風景を描くようになった。1843年にパリのサロンにデビューし、1848年のサロンで風景画が2等のメダルを受賞した。イタリアやオランダなどを旅し、風景を描いた。
美術雑誌「 L'Artiste」や「Les Artistes Contemporains」のために、他の画家の作品を版画にする仕事もした。1865年のサロンでは版画作品で3等のメダルを受賞した。
1868年にレジオンドヌール勲章（シュバリエ）を受勲した。
1870年までに失明し、以降は絵を描くことはできなくなり、同僚の支援を受けた。1889年にパリで亡くなった。

## 作品

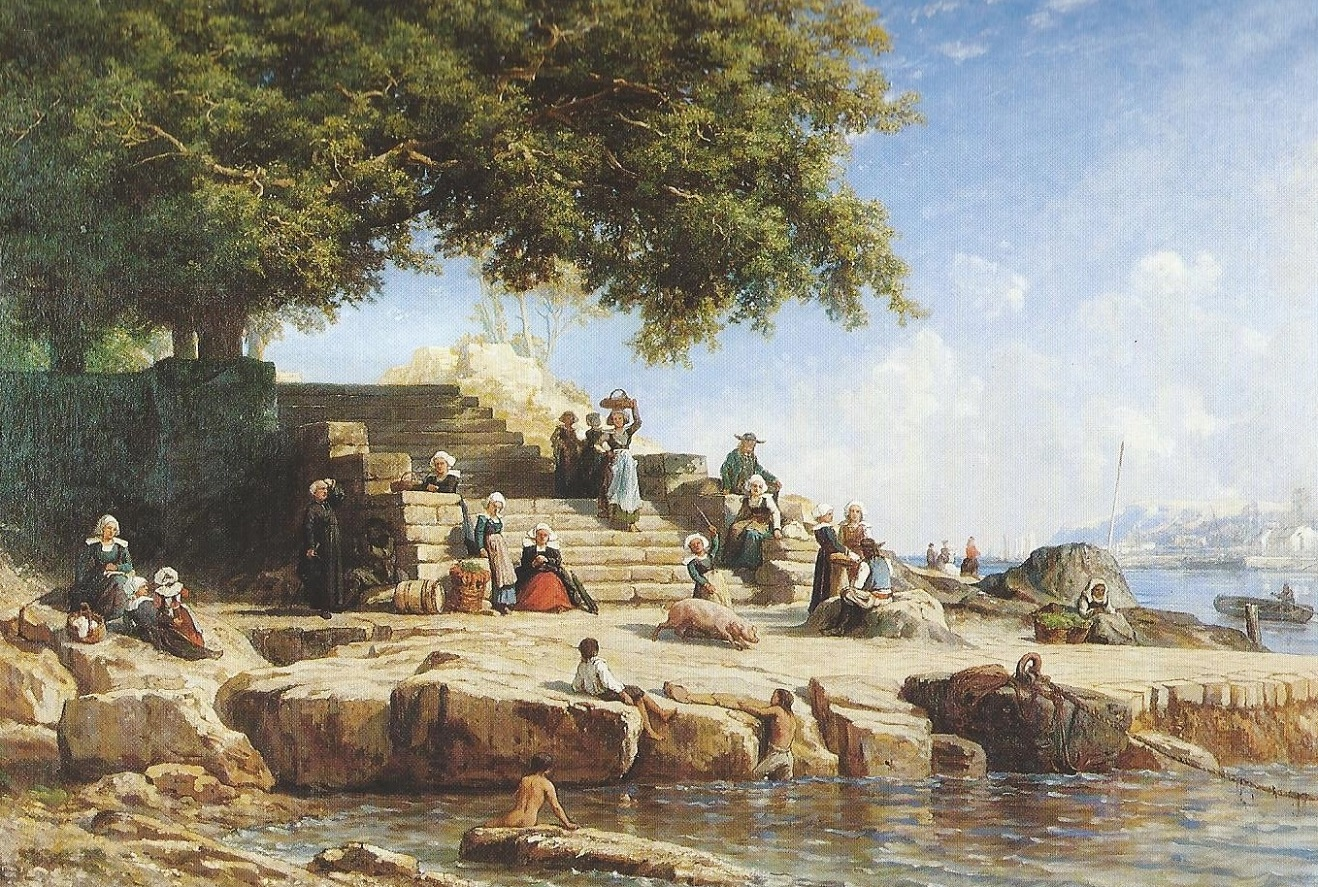
夕暮れのアムステルダム コンデ美術館
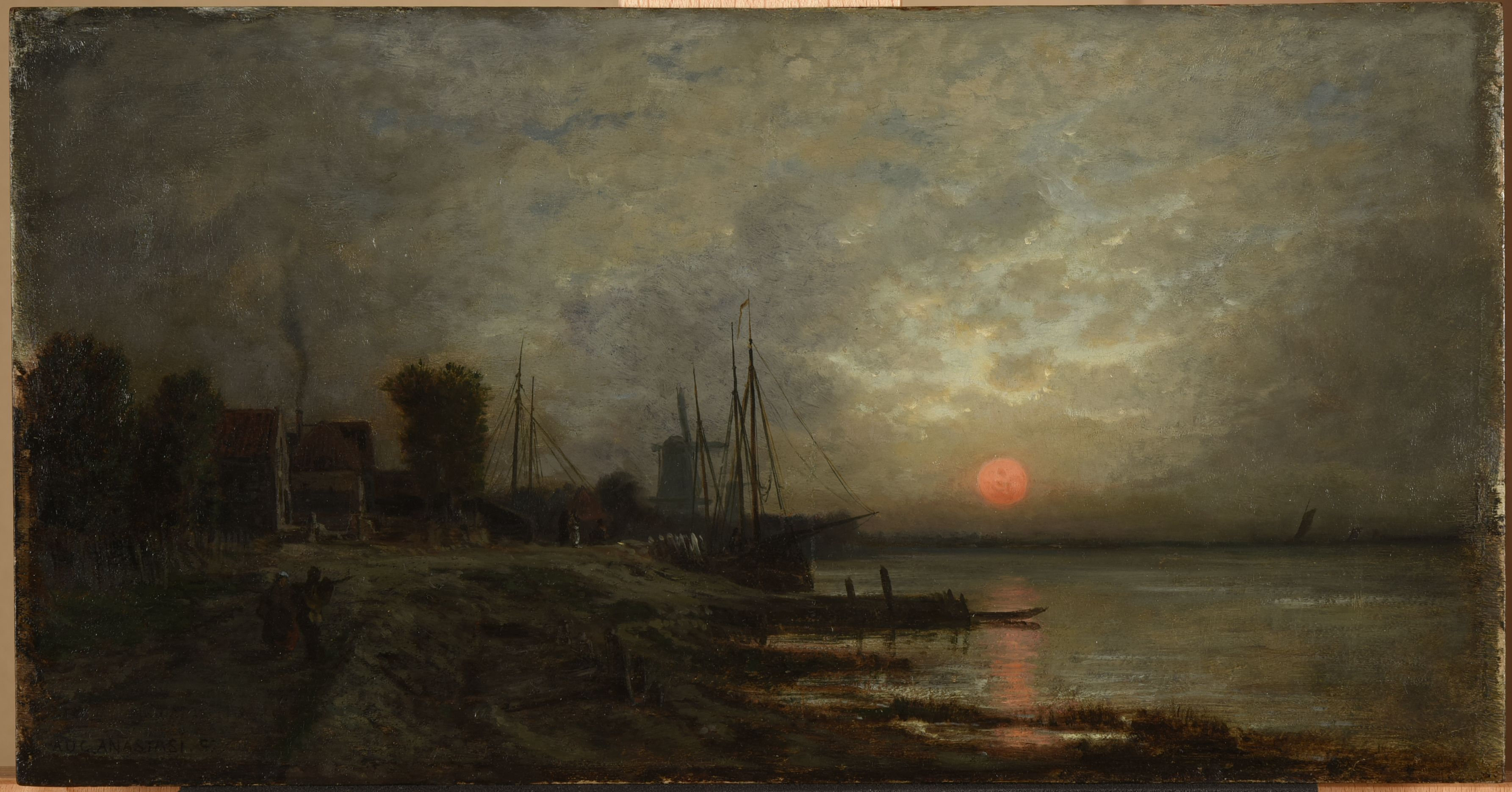
オランダの夕日(1857) ランス美術館
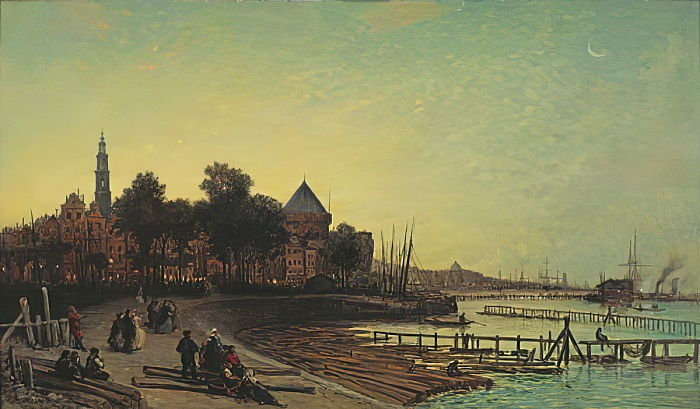
トレブールの渡船乗り場　(1870) カンペール美術館
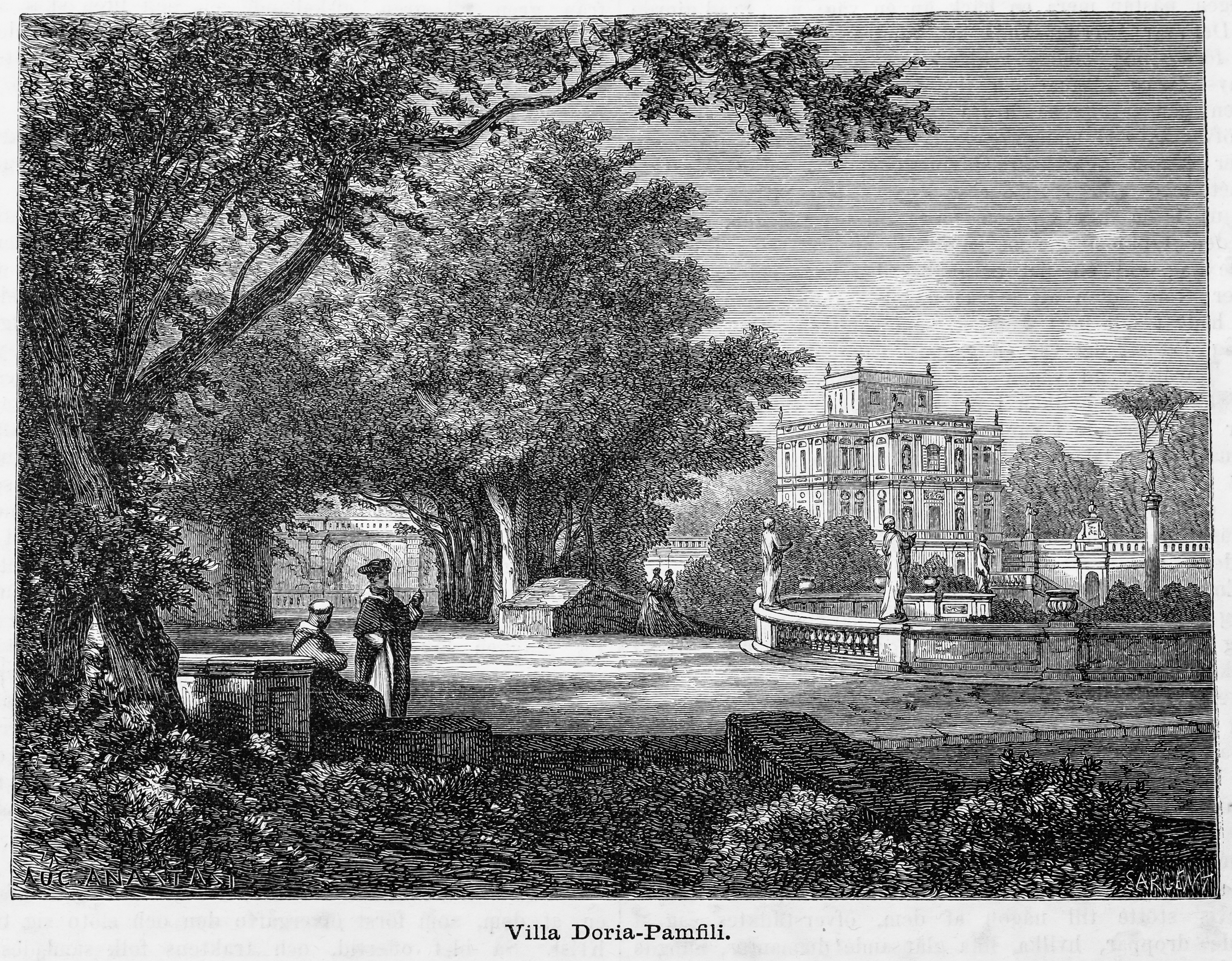
版画作品、ローマのドリア・パンフィーリ邸
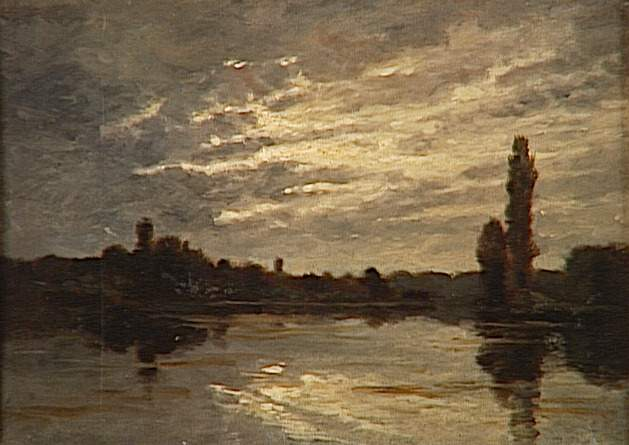
版画作品、ナイル川の風景、プロスペル・マリヤの原画による